# راندي بيرس
راندي بيرس هو لاعب هوكي الجليد كندي، ولد في 23 نوفمبر 1957 في Arnprior ‏ في كندا.

## وصلات خارجية
- راندي بيرس على موقع دوري الهوكي الوطني (الإنجليزية)
- راندي بيرس على موقع قاعة مشاهير الهوكي (لاعب أن.إتش.أل) (الإنجليزية)
- راندي بيرس على موقع EliteProspects.com (الإنجليزية)
- راندي بيرس على موقع HockeyDB.com (الإنجليزية)
- راندي بيرس على موقع Hockey-Reference.com (الإنجليزية)